# La Palatina
Palatina è stata una rivista letteraria, nata a Parma nel 1957.

## Storia editoriale
Fondata in seguito ad un'idea di Attilio Bertolucci e Pietro Barilla, industriale a capo della società alimentare Barilla, era diretta da Roberto Tassi e vantava una redazione composta da Gian Carlo Artoni, Giorgio Cusatelli, Francesco Squarcia e Giuseppe Tonna, un gruppo di intellettuali di spicco che erano soliti frequentare la libreria di Giorgio Belledi.
Nel corso degli anni Palatina diventa una rivista letteraria d'avanguardia, arrivando a vantare firme importanti: furono pubblicati poesie e racconti  di Carlo Cassola, Attilio e Bernardo Bertolucci, Giorgio Bassani, Carlo Emilio Gadda, Pier Paolo Pasolini, Oreste Macrì, Giorgio Caproni, Carlo Bo, Alberto Bevilacqua, Italo Calvino, Alberto Moravia, Mario Lavagetto e Leonardo Sciascia.
La rivista cessò le edizioni nel 1966.